# Sonnen
Sonnen – gmina w Niemczech, w kraju związkowym Bawaria, w rejencji Dolna Bawaria, w regionie Donau-Wald, w powiecie Pasawa. Leży ok. 24 km na północny wschód od Pasawy.

## Podział administracyjny
W skład gminy wchodzą dwie jednostki administracyjne: Sonnen, Oberneureuth.

## Demografia
| Rok  | Liczba mieszk. |
| ---- | -------------- |
| 1970 | 1202           |
| 1987 | 1367           |
| 2000 | 1462           |

## Zabytki
- kościół pw. Wniebowstąpienia NMP (Maria Himmelfahrt), wybudowany w latach 1858–1861

## Oświata
W 1999 r. w gminie znajdowało się 50 miejsc przedszkolnych (45 dzieci).